# Mansory
Mansory — компанія з модифікації розкішних автомобілів, що базується в Бранді, Німеччина. Крім розкішних автомобілів, вони також працюють з суперкарами, розкішними позашляховиками та велосипедами на замовлення. Компанія була заснована в 1989 році ірано-британським тюнером Курошем Мансорі. Його семінар на базі Мюнхена зосередився на модифікаціях для британських брендів, таких як Rolls-Royce та італійських брендів, таких як Ferrari. До середини 2001 року компанія виросла з мюнхенської майстерні та переїхала до штаб-квартири у Фіхтельгебірге.
Mansory працює на транспортних засобах багатьох виробників, серед яких Aston Martin, Audi, BMW, Bentley, Bugatti, Ferrari, Maserati, Lamborghini, Lotus Cars, Rolls-Royce, Tesla. У листопаді 2007 року Mansory придбала швейцарську тюнінг-компанію Rinspeed AG в Цуміконі біля озера Цюрих. В даний час в Mansory працює 180 співробітників по всьому світу і має глобальну дилерську мережу. Світова мережа дистрибуції Mansory включає представництва в Німеччині, Великій Британії, Індії, Китаї, Канаді, Польщі, Росії, США, Японії, Греції, Швейцарії, Ісландії, ОАЕ та ряді інших країн.

## Галерея

Mansory Automotive
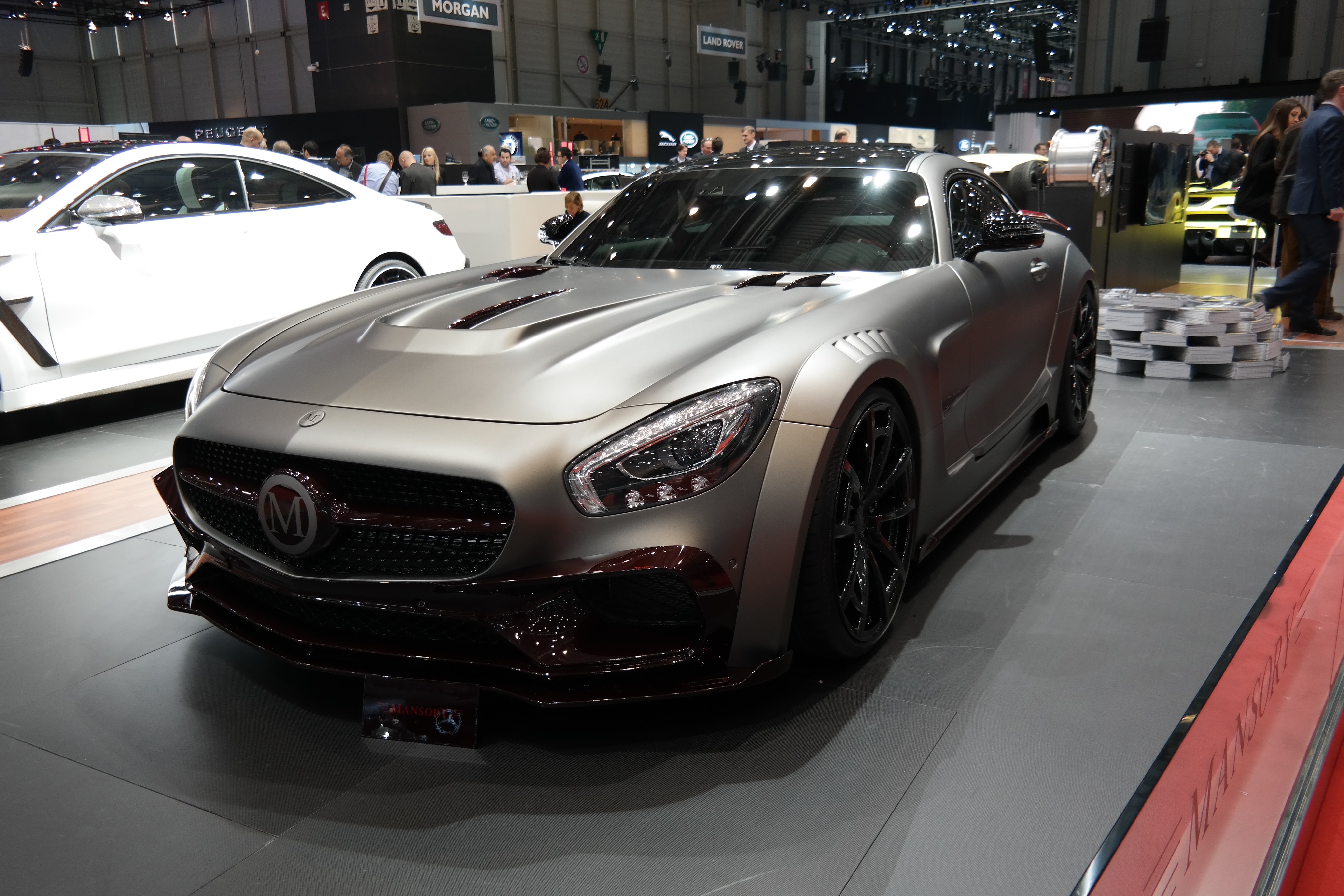
Mansory Mercedes-AMG GT на Geneva Motor Show 2016.
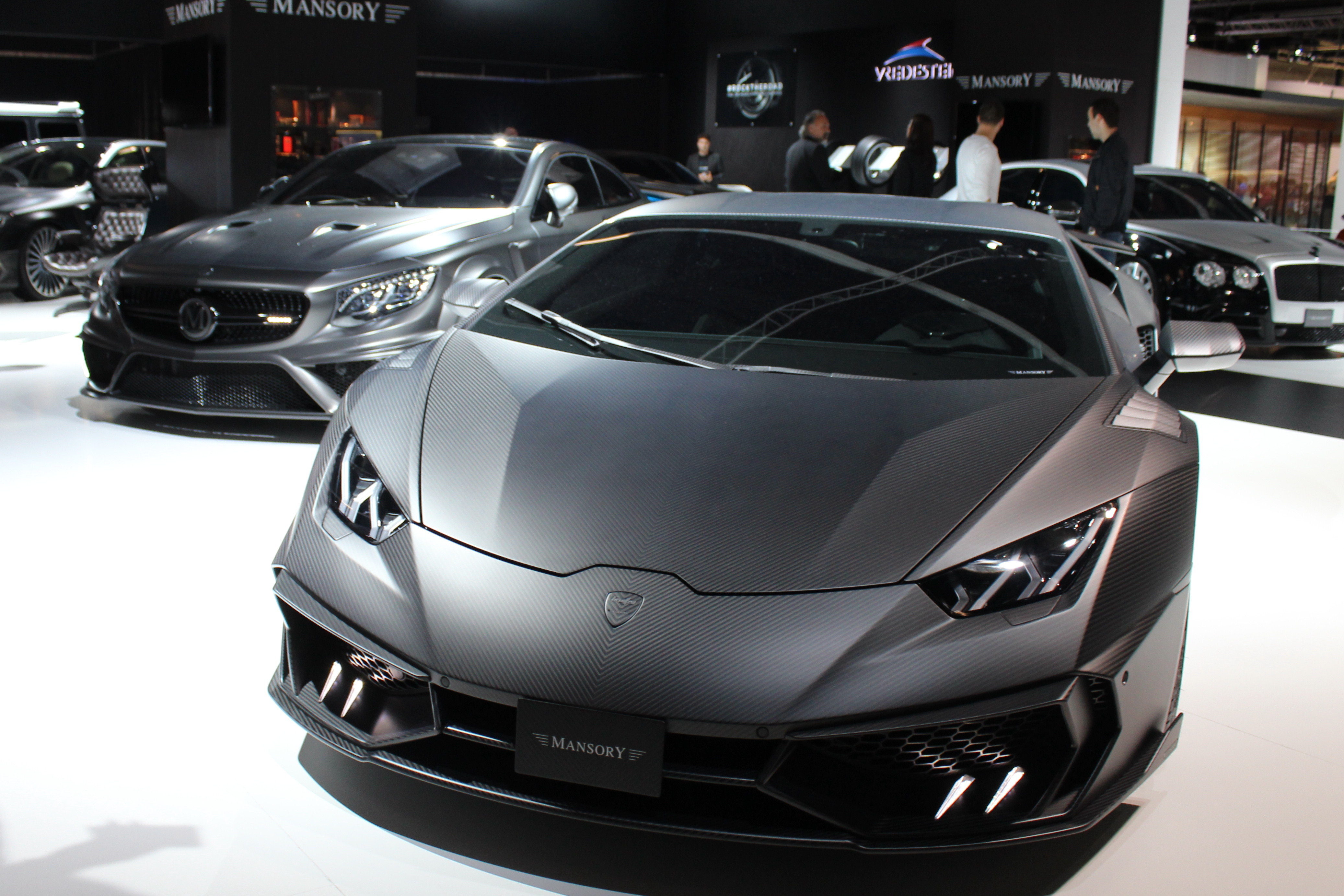
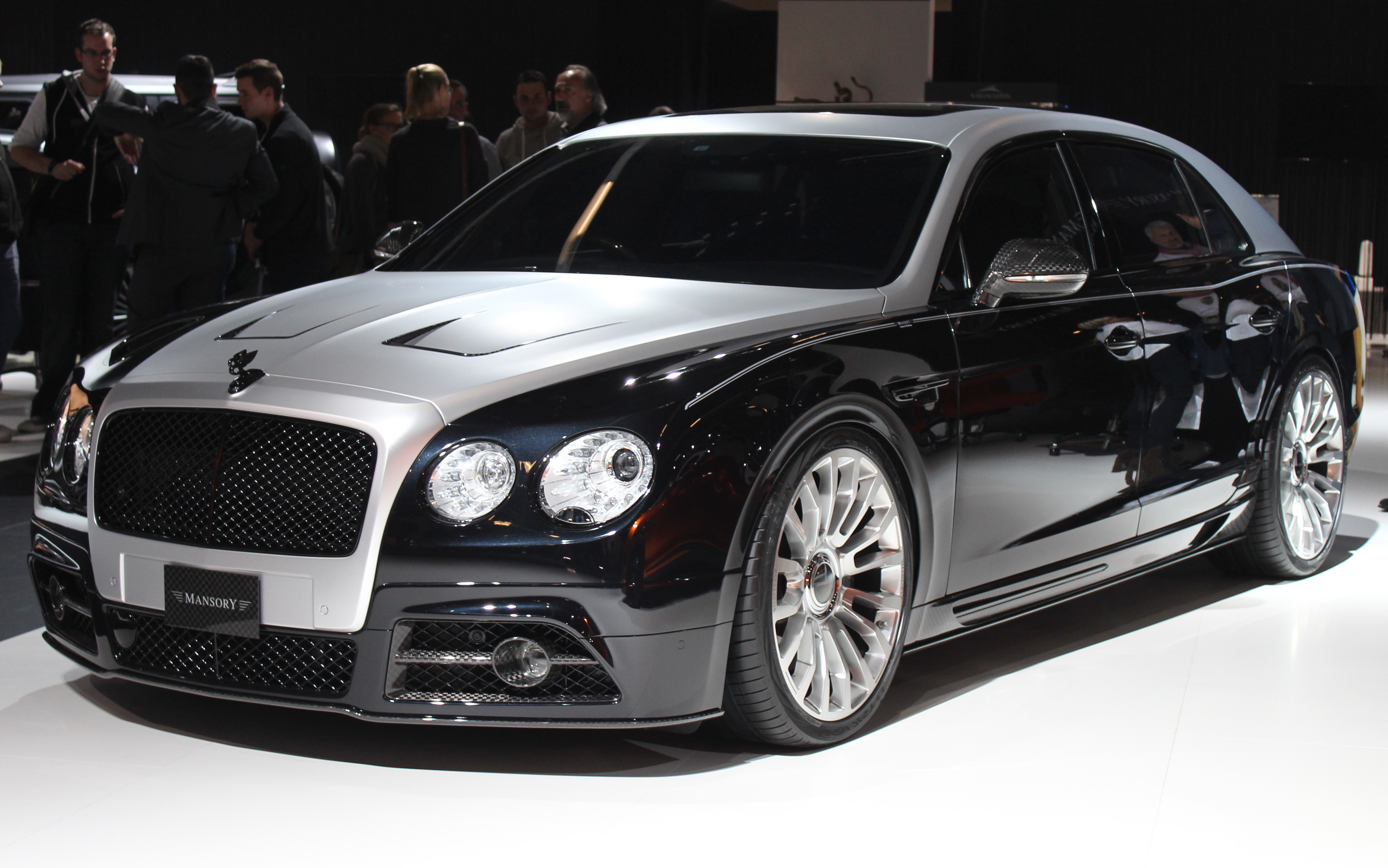
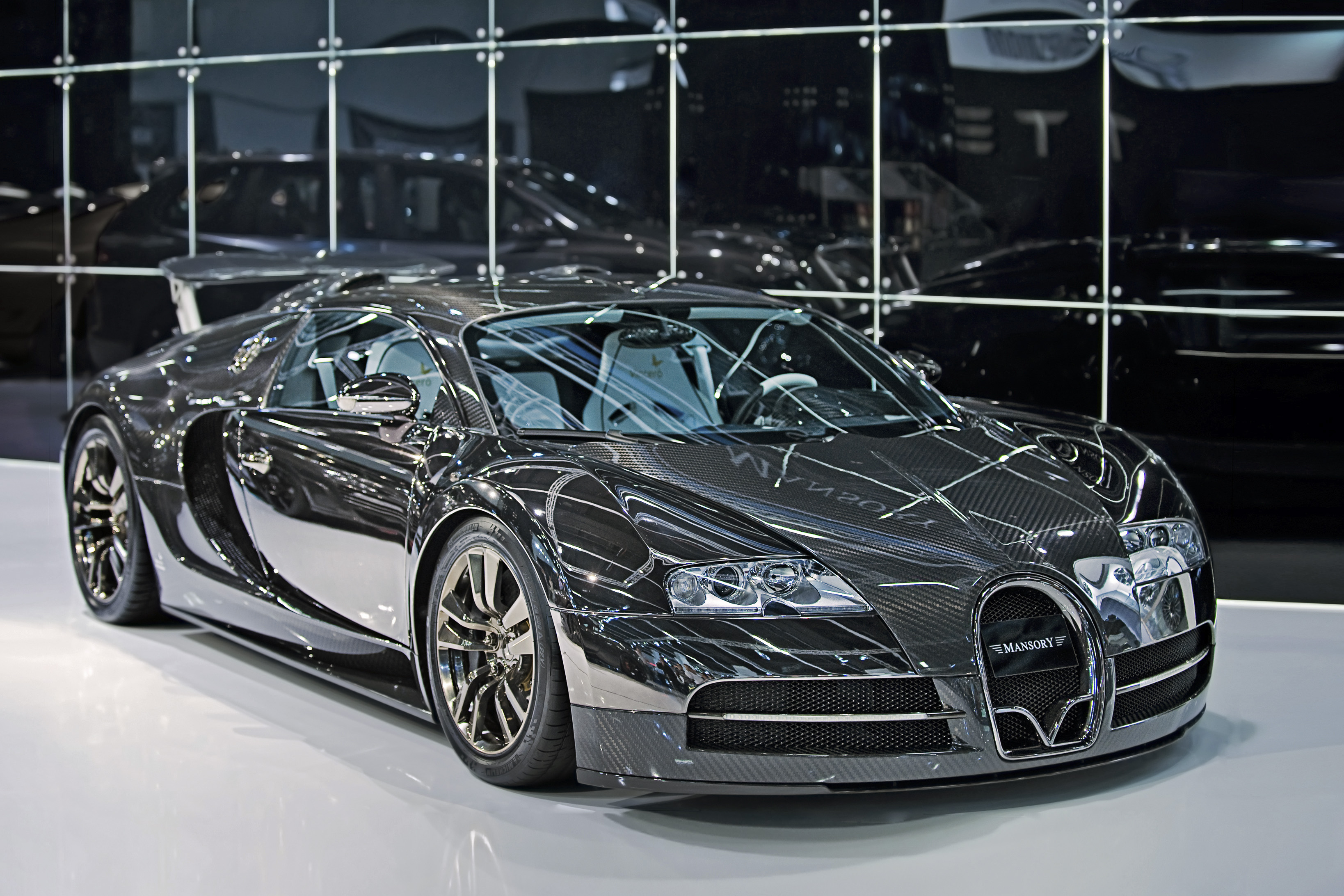
Mansory Bugatti Veyron
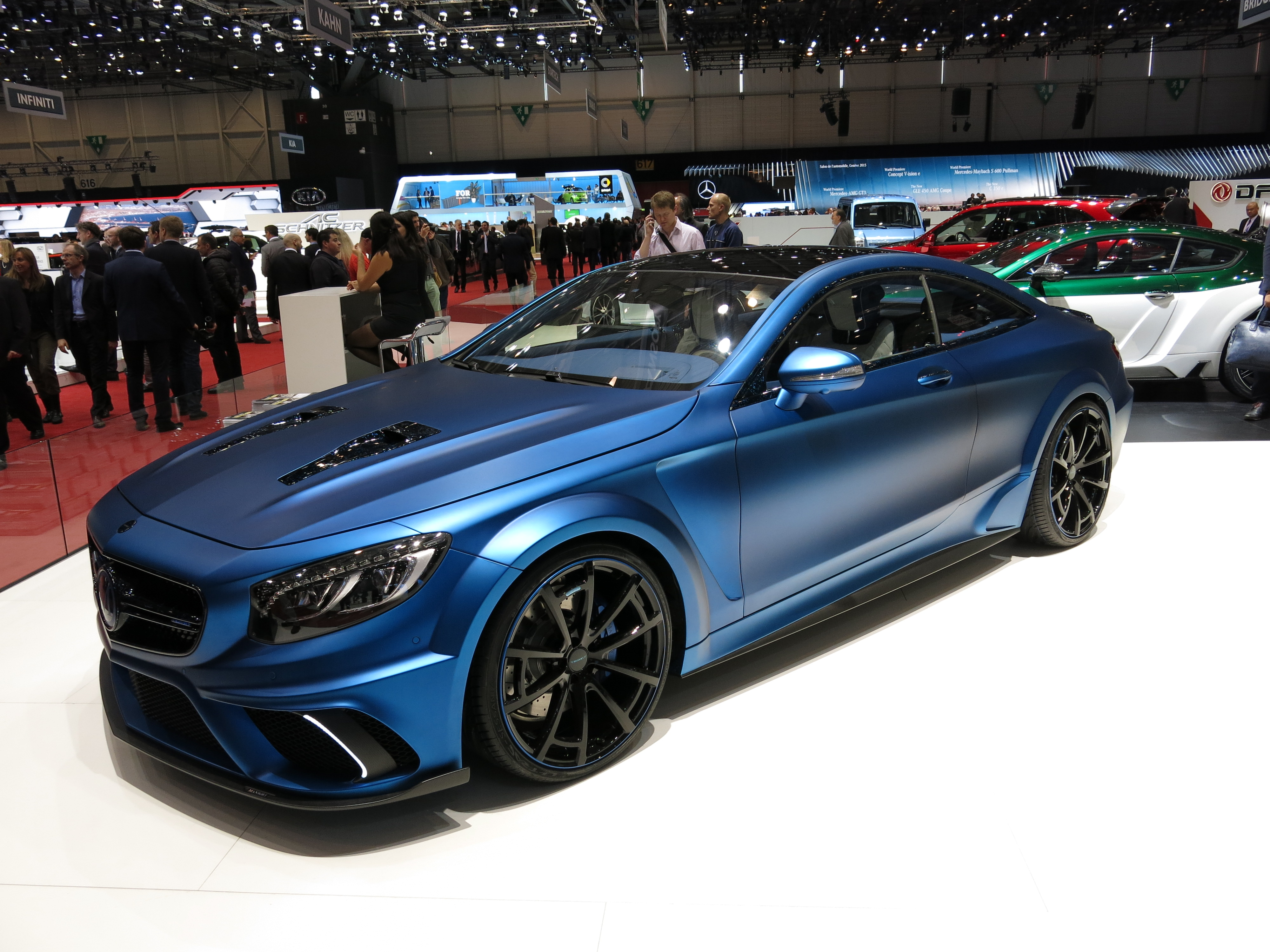
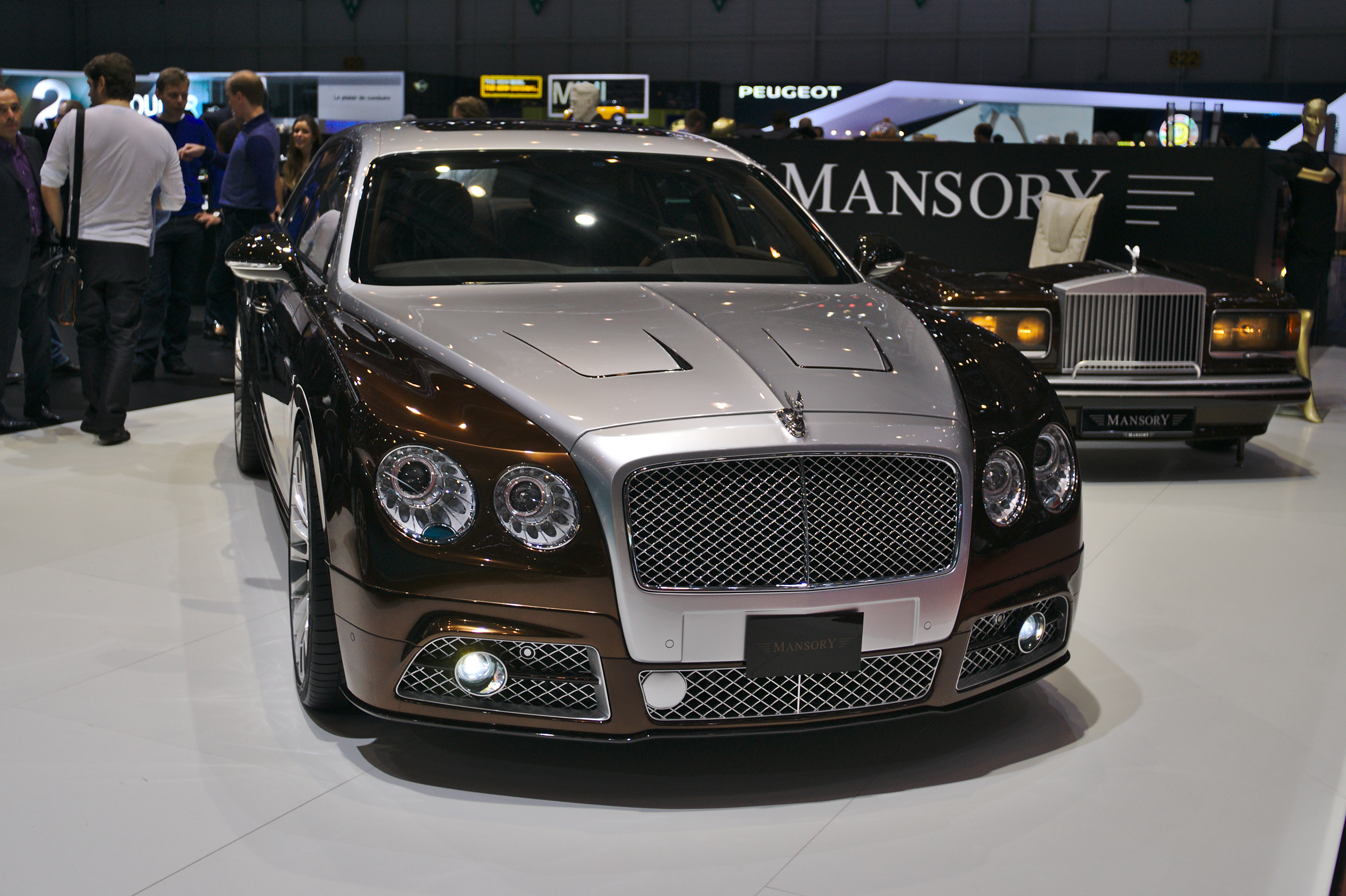
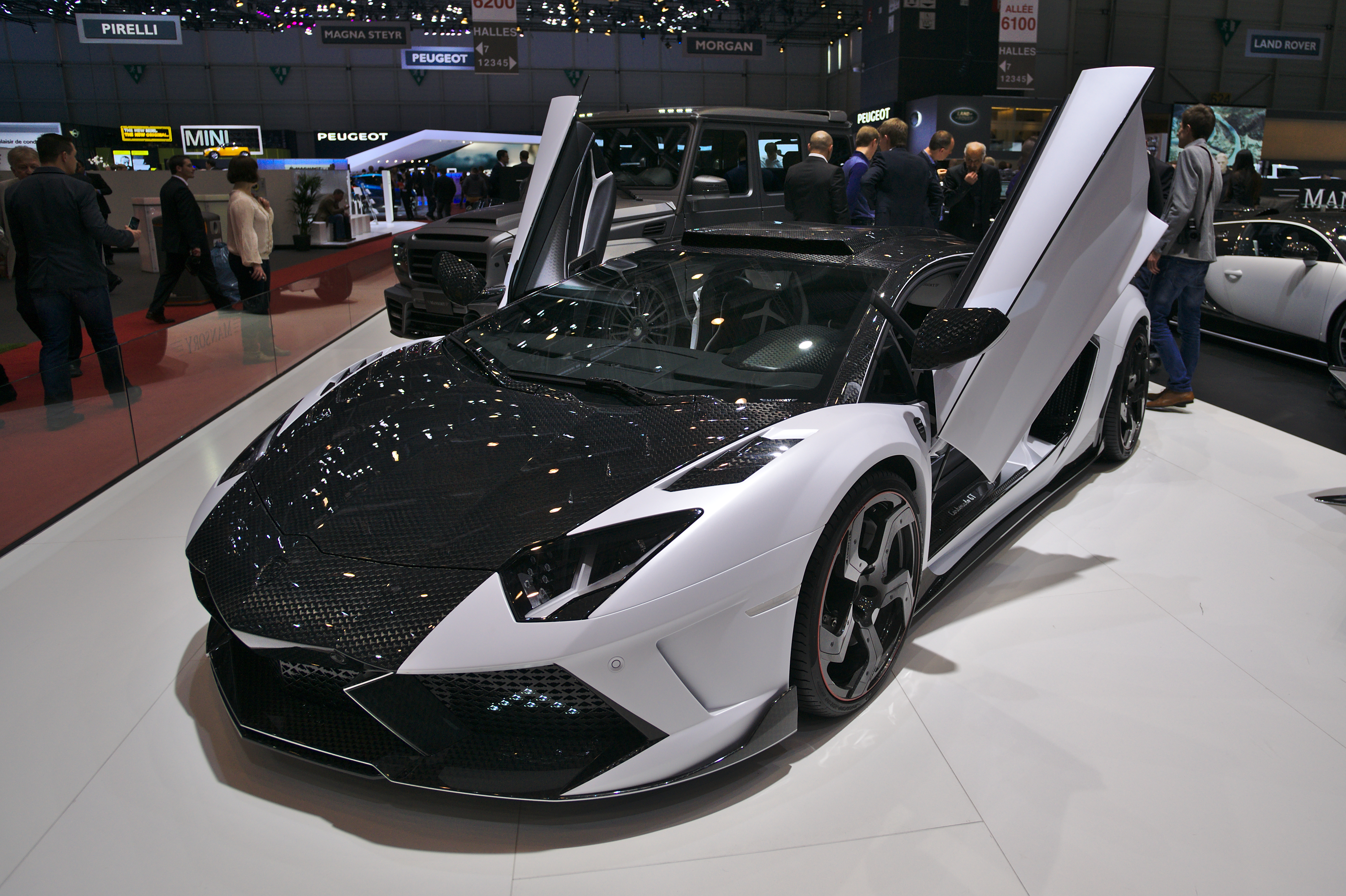
Mansory Lamborghini Aventador на Geneva Motor Show 2014.
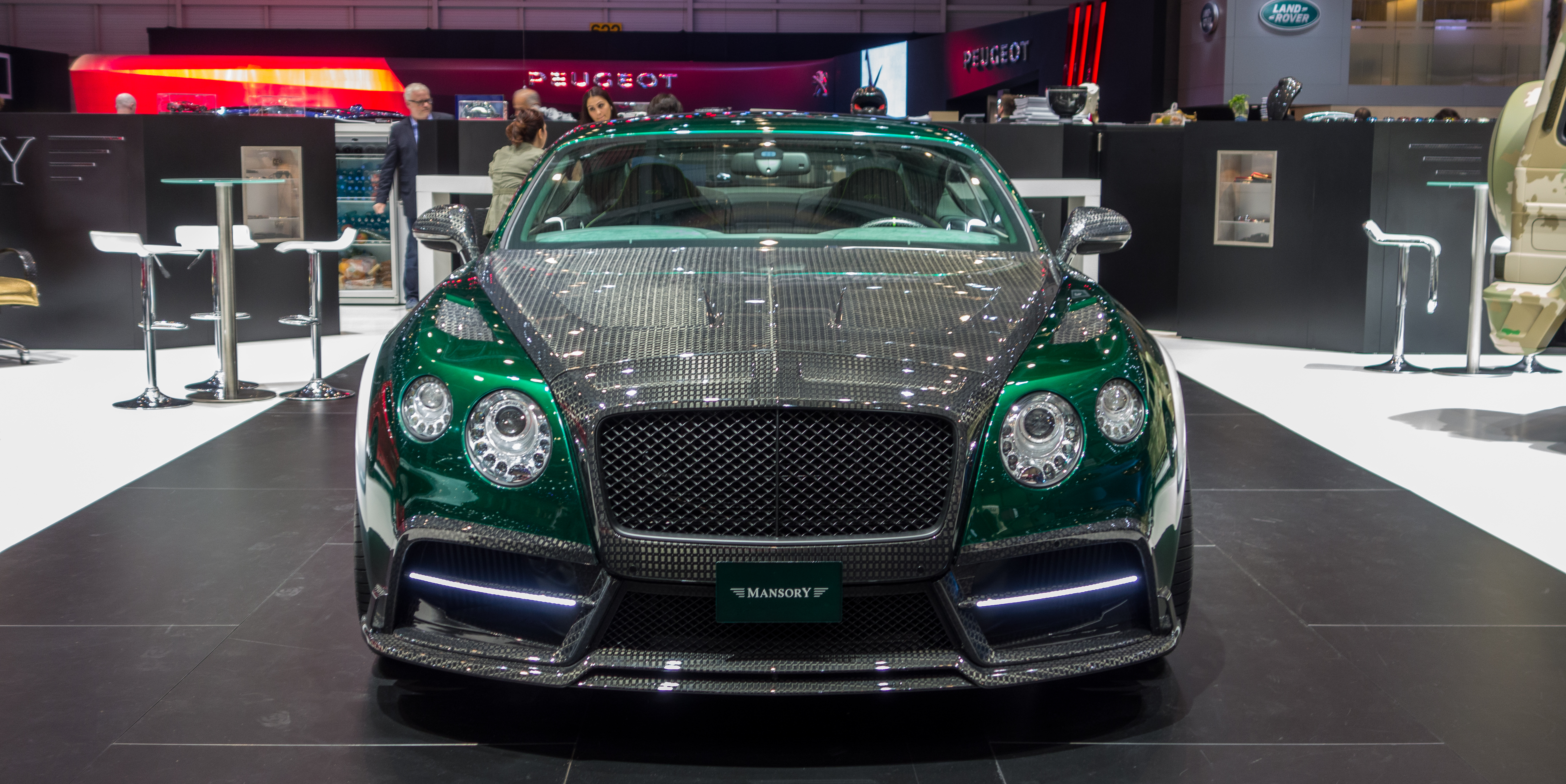
Mansory GT Race на базі Bentley Continental GT.
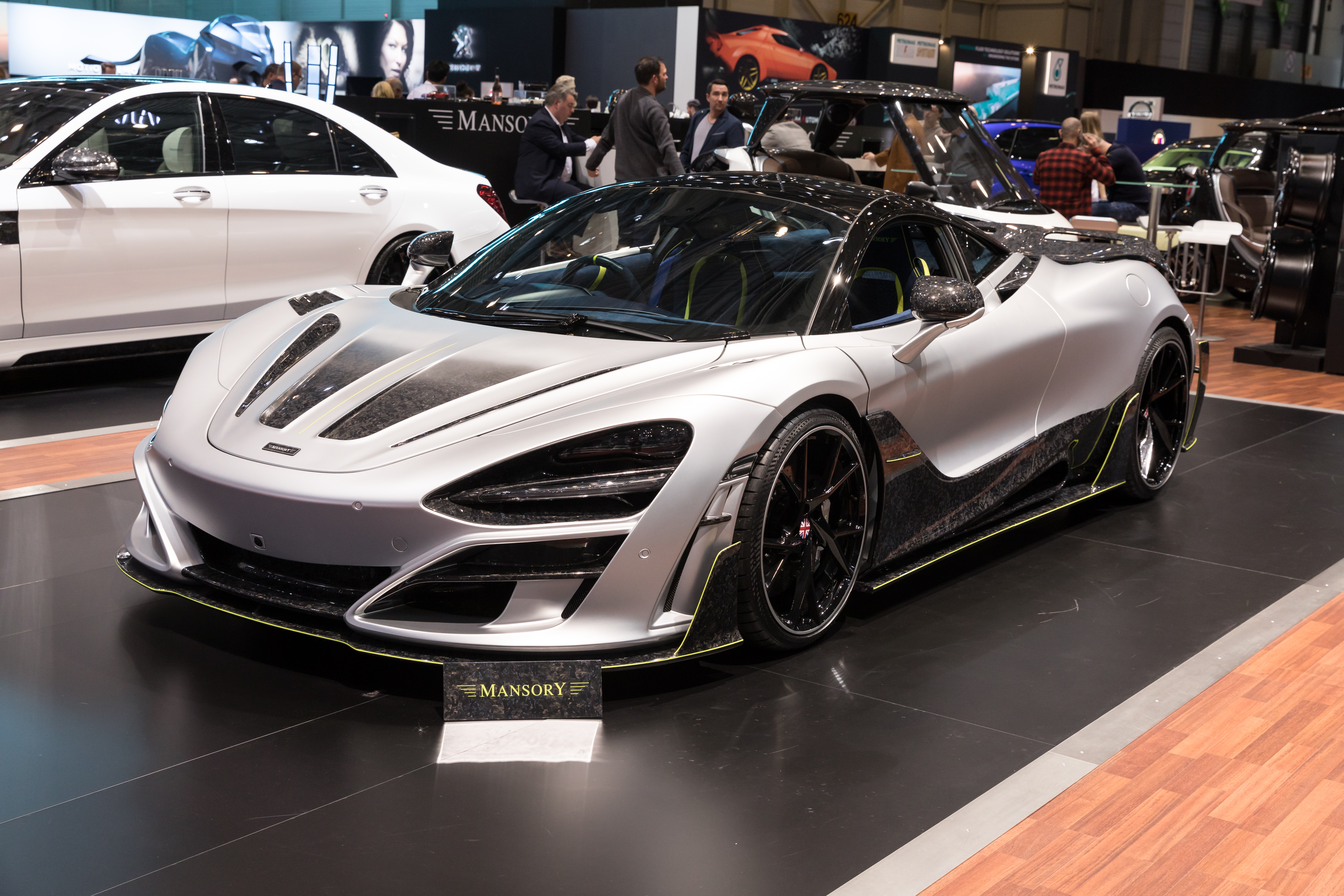
Mansory McLaren 720S на Geneva Motor Show 2018.
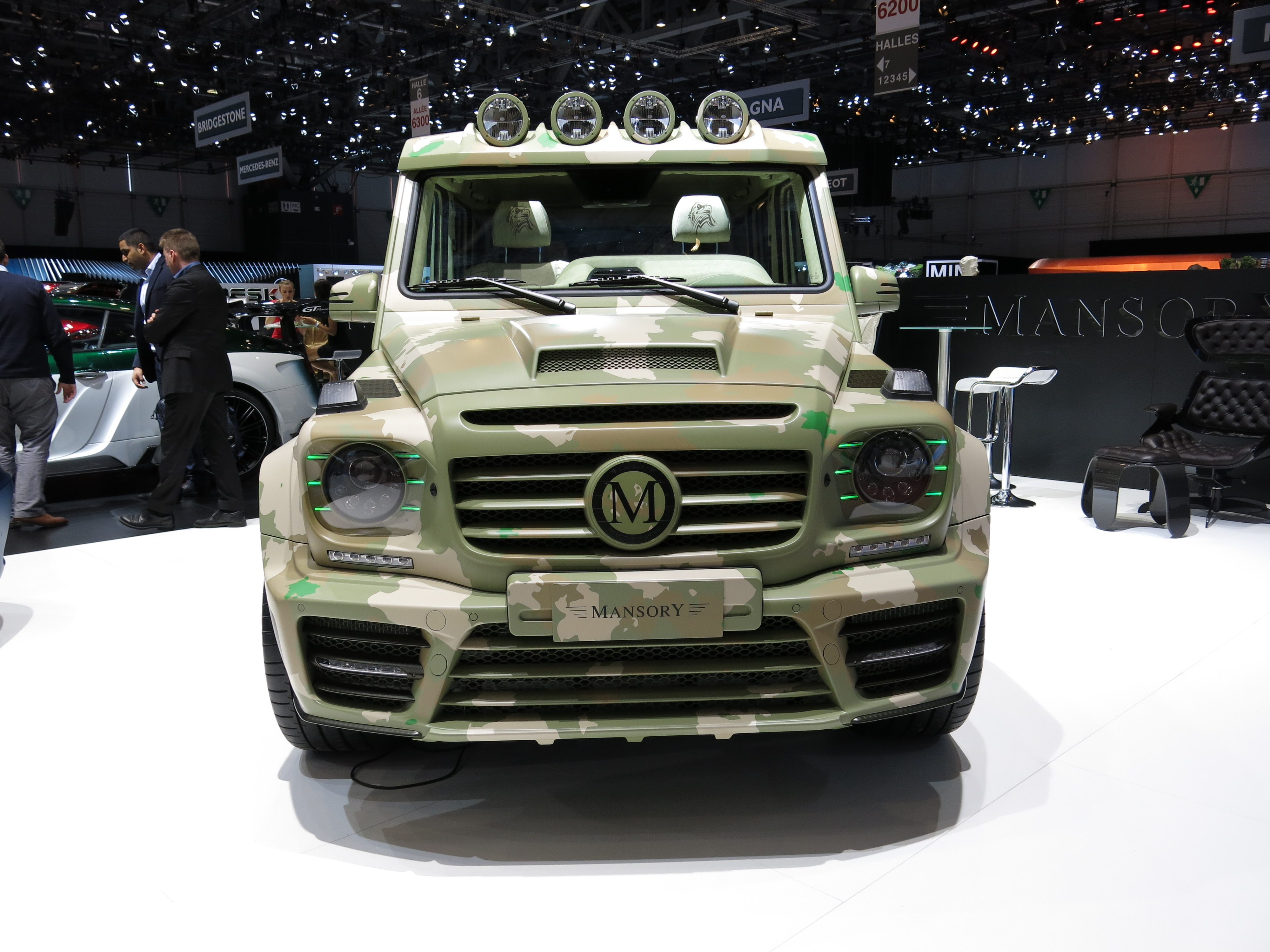
MERCEDES-AMG G63 MANSORY SAHARA
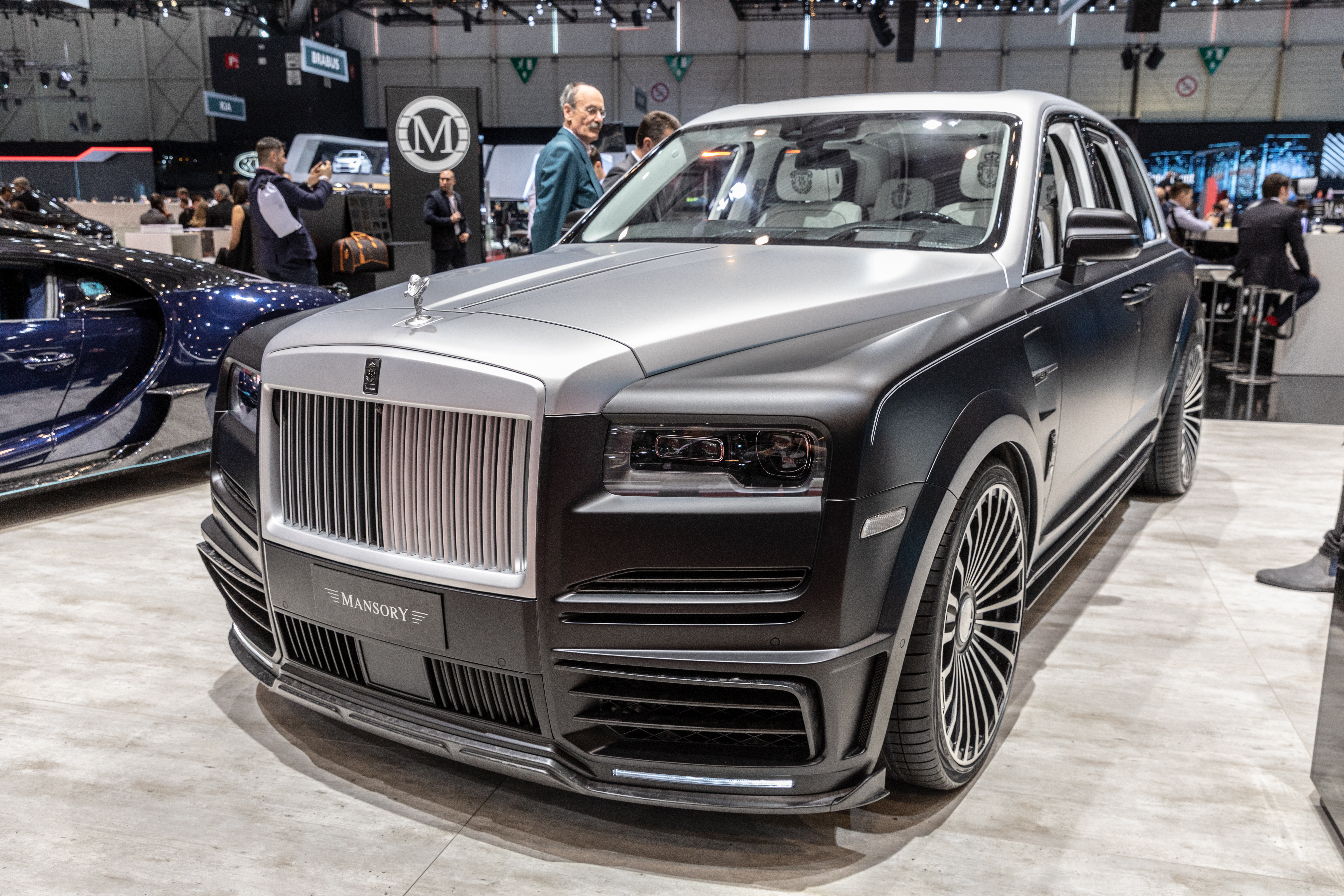
Mansory Rolls-Royce Cullinan
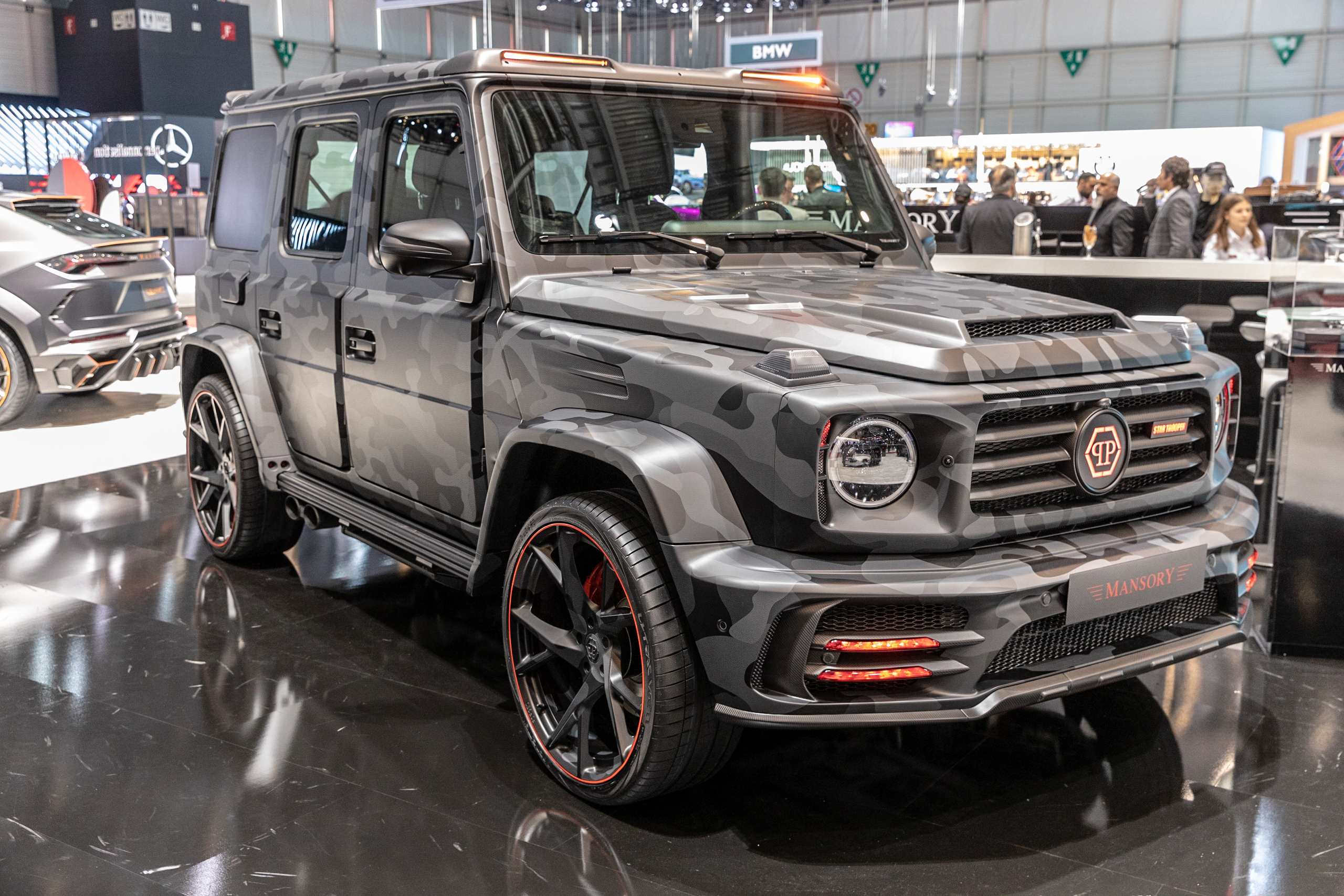
MERCEDES-AMG G63 MANSORY
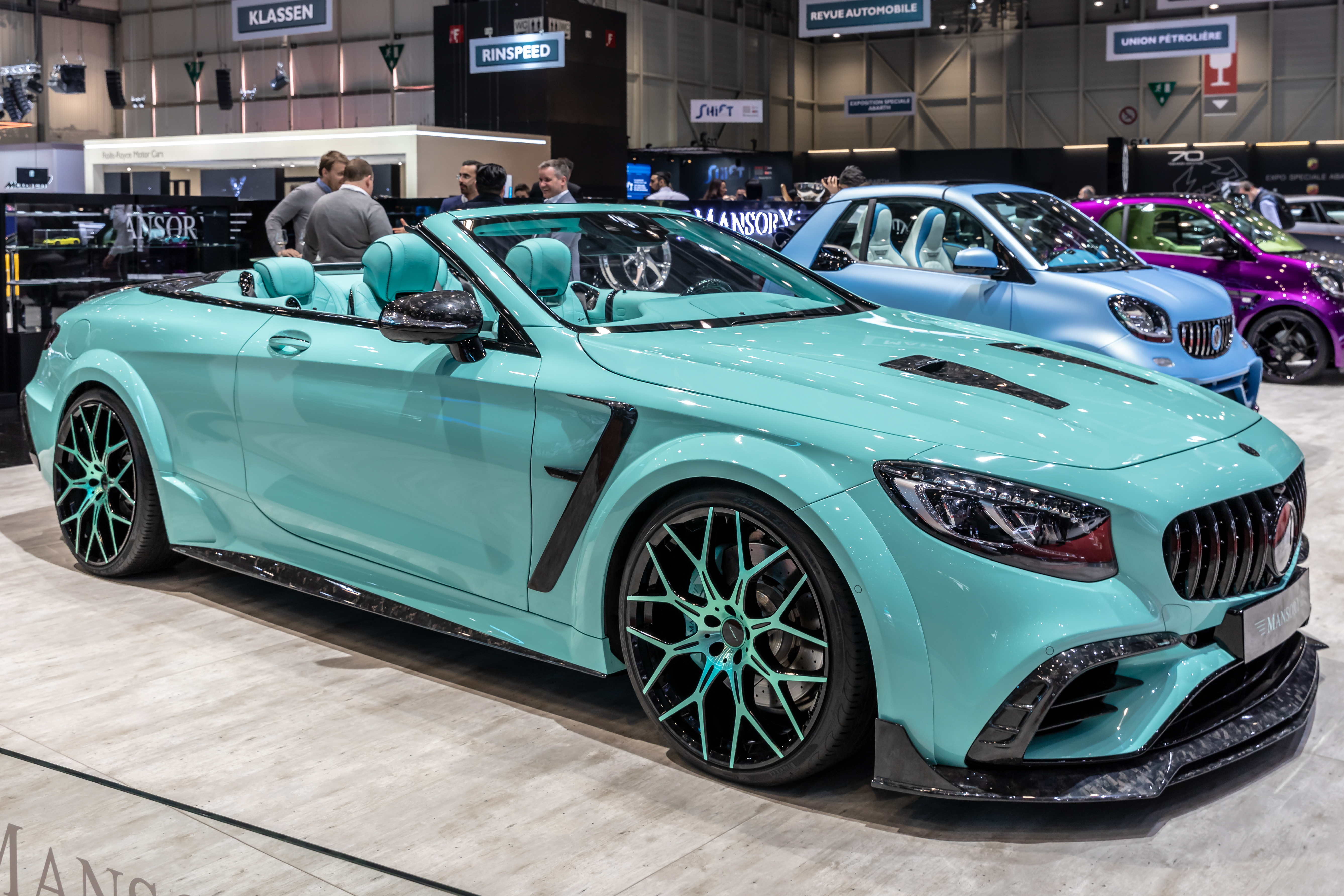
MERCEDES-AMG S63 MANSORY APERTUS
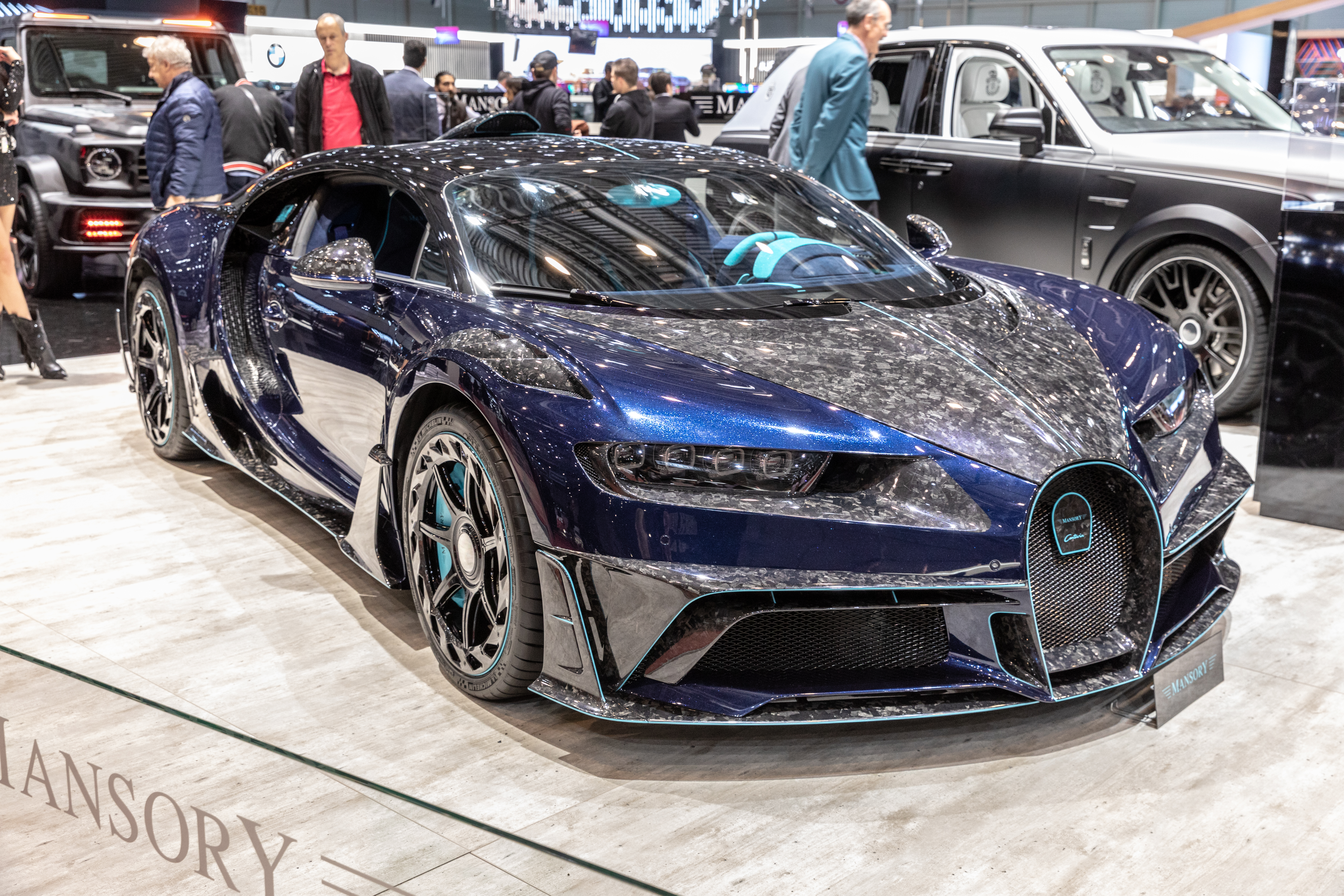
MANSORY BUGATTI CHIRON CENTURIA
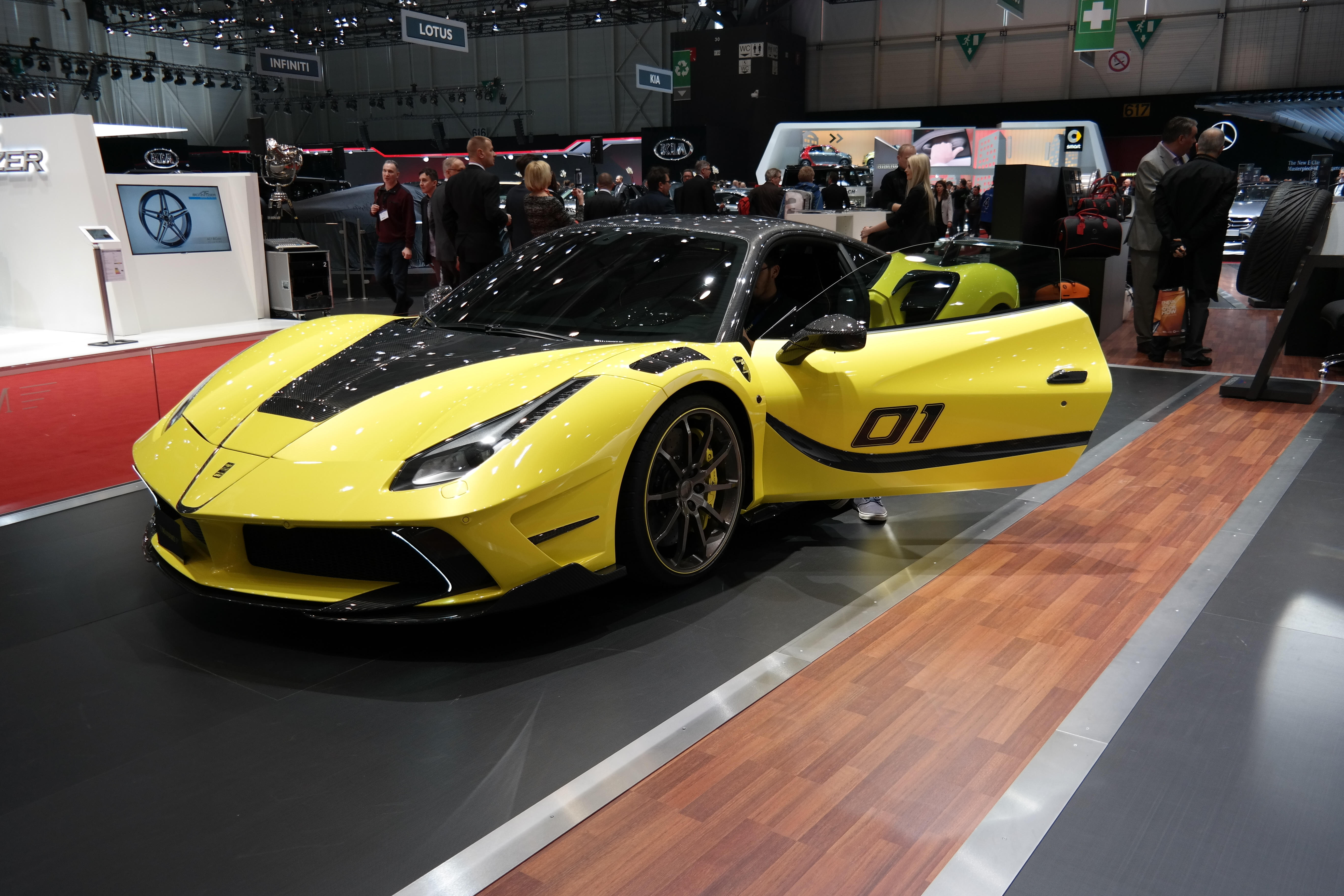
Mansory Ferrari 488 GTB Siracusa 4XX
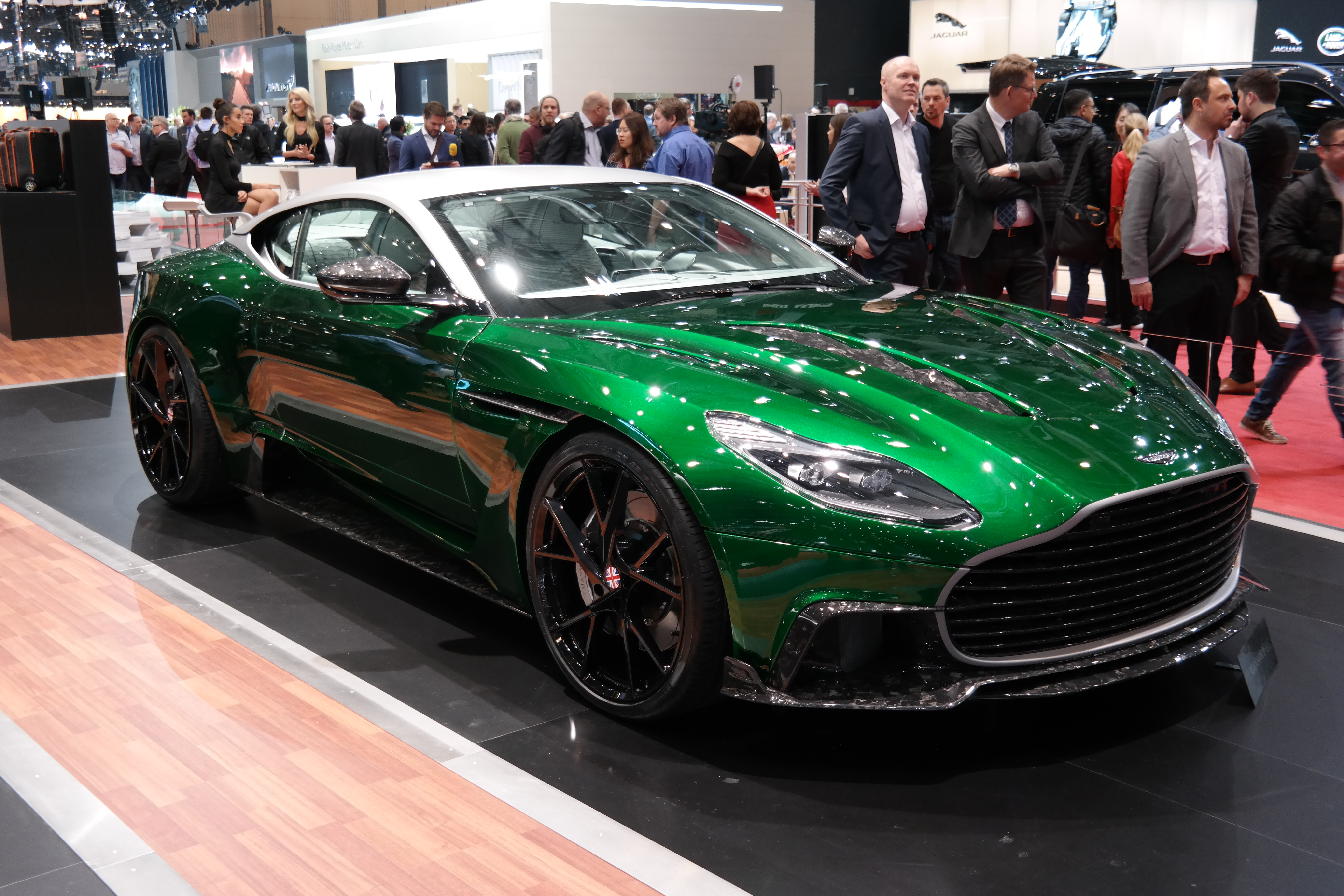
Mansory Aston Martin DB11 Cyrus
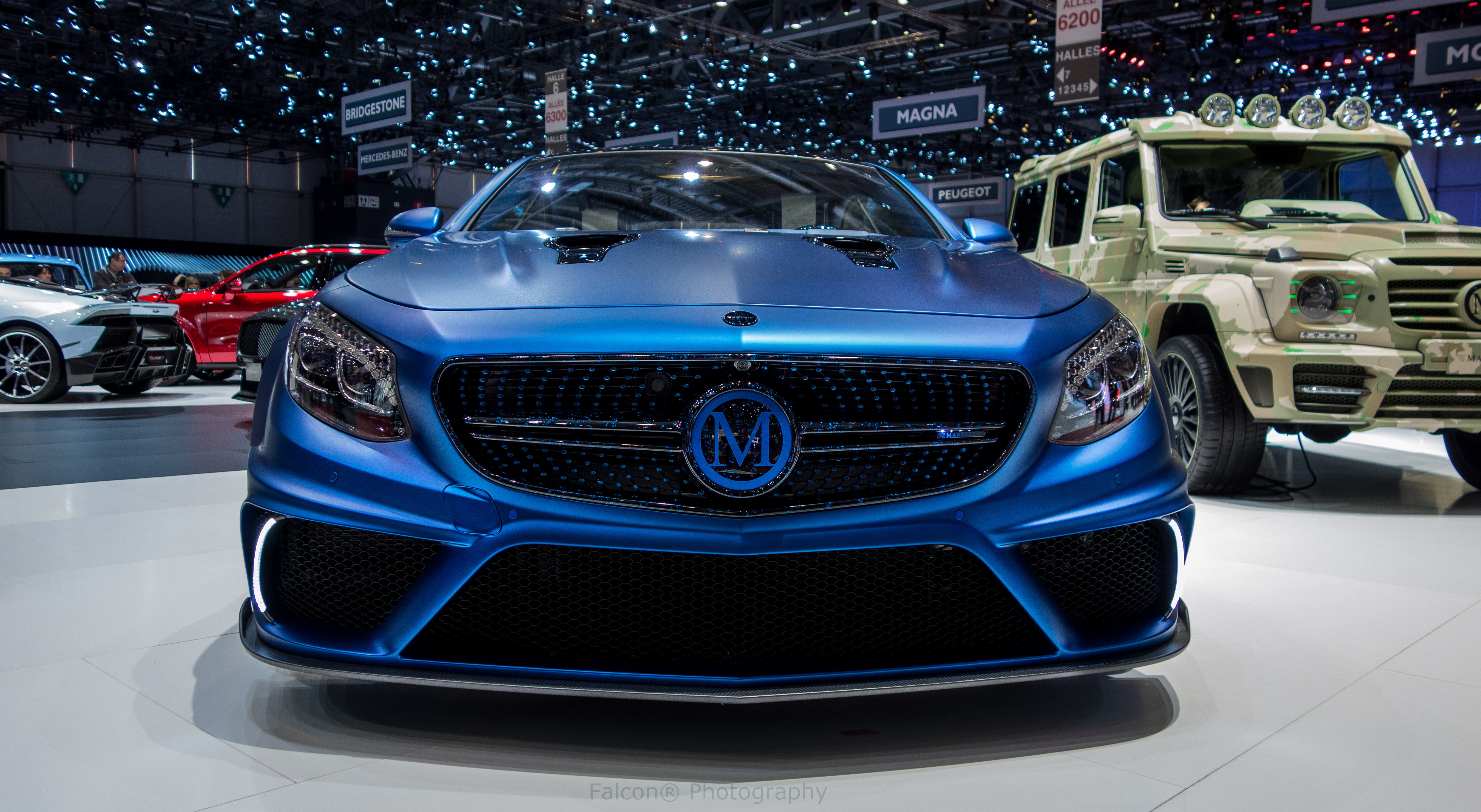
Mansory Mercedes-AMG S63
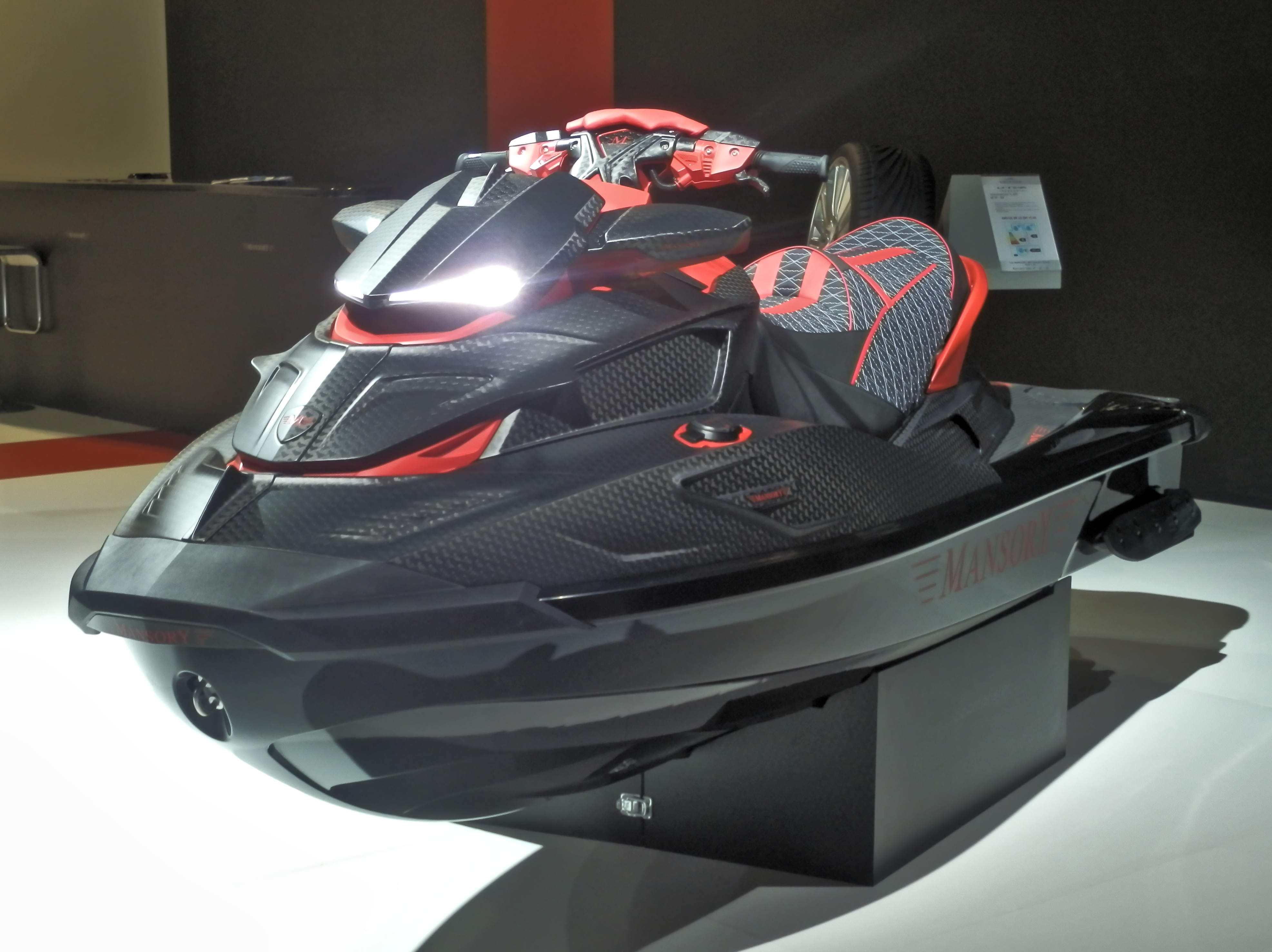
Mansory Black Marlin
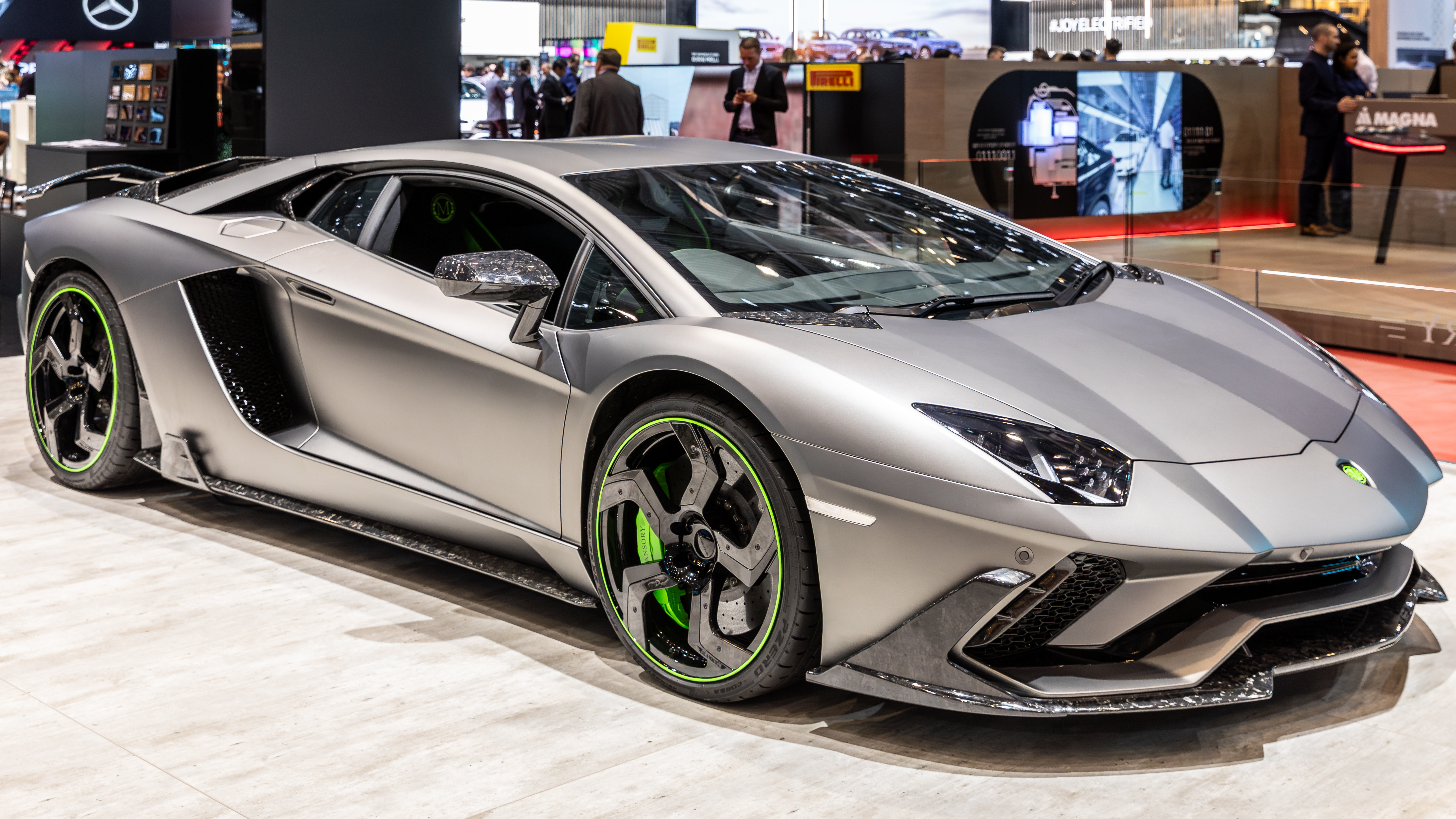
Mansory Carbonado